# Вугільний басейн Альберта
Альбе́рта — найбільший вугільний басейн на заході Канади (провінція Альберта, Британська Колумбія, Саскачеван); південна незначна по площі частина басейну знаходиться в межах США. Розробляється з середини XIX століття. На території Альберти ведеться видобуток інших видів корисних копалин, в тому числі сірки, природного газу, нафти, бітумів. Центр — Едмонтон.

## Характеристика
Площа басейну — 250 тисяч км². Загальні запаси понад 228 мільярдів тонн. Основні вугледобувні райони: Кроунест, Байрон-Крік (Корбін),  Елкфорд, Колмен, Каскейд, Кадомін-Ласкар, Коулспур, Смокі, Вабамун (Калгарі),  Бетл-Рівер (Кастор), Шірнес.
Інтенсивно розробляється з 1960-х років. Розташований у передовому прогині Альберта в північній частині Скелястих гір. Вугленосність пов'язана з субконтинентальними відкладами крейди і палеогену (загальною товщиною понад 4000 м).
У зах. частині басейну вугілля високоякісне, коксівне, антрацити і суббітумінозне, у східній — буре; кам. вугілля характеризується показниками: вогкість 1,2-6,1 %,: зольність 5,7-8,7 %, летких речовин 10,9-24 %, сірки 0,2-0,5 %; теплота згорання 32-59 МДж/кг.

## Технологія розробки
11 основних вугледобувних районів розробляються відкритим і підземним способом. На шахтах переважають камерна і камерно-стовбова система розробки з виїмкою коротковибійними комбайнами. У кар'єрах використовуються драґлайни.